# 20813 Aakashshah
20813 Aakashshah este un asteroid din centura principală de asteroizi.

## Descriere
20813 Aakashshah este un asteroid din centura principală de asteroizi. A fost descoperit pe 28 septembrie 2000 la Socorro, New Mexico, în cadrul proiectului LINEAR. Asteroidul prezintă o orbită caracterizată de o semiaxă mare de 2,68 ua, o excentricitate de 0,11 și o înclinație de 3,0° în raport cu ecliptica.